# Teodor Marian
Teodor Marian (n. 1904) a fost un rugbist român, a participat cu echipa de rugbi la Jocurile Olimpice de vară din 1924 desfășurate la Paris - olimpiadă la care echipa României a obținut medalia de bronz, prima medalie cucerită de un român la o olimpiadă.

## Legături externe
- Teodor Marian la Comitetul Olimpic și Sportiv Român (arhivat)
- en Teodor Marian la Olympedia.org